# 위임전결
위임전결(委任專決)은 의사결정을 대리 행사하는 행위를 말한다. 

## 행정법
관청의 보조기관이 그 관청의 이름으로 의사결정 권한을 대리 행사하는 것을 뜻한다.

## 참고 문헌
- 금창호, 지방자치단체 위임전결의 개선방안, 한국지방행정연구원 2004. ISBN 8978652670